# Saint-Maurice-sur-Adour
Saint-Maurice-sur-Adour település Franciaországban, Landes megyében. Lakosainak száma 623 fő (2022. január 1.). Saint-Maurice-sur-Adour Bascons, Benquet, Bretagne-de-Marsan, Grenade-sur-l’Adour, Larrivière-Saint-Savin, Montgaillard és Saint-Sever községekkel határos.

## Népesség
A település népessége az elmúlt években az alábbi módon változott:
| Lakosok száma | 292  | 484  | 490  | 604  | 567  | 578  | 584  | 606  | 617  | 623  |
|               | 1968 | 1982 | 1990 | 2006 | 2013 | 2015 | 2017 | 2019 | 2020 | 2022 |